# 中町 (戸田市)
中町（なかちょう）は、埼玉県戸田市の町名および大字。現行行政地名は中町一丁目および二丁目。郵便番号は335-0012（蕨郵便局管区）。

## 地理
戸田市の東部の沖積平野に位置する。北部で蕨市と隣接する。地内は商業施設や集合住宅が混在する住宅地となっている。中町一丁目のみ住居表示実施地区となっている（二丁目は未実施）。

## 歴史

### 沿革
- 1967年（昭和42年）4月1日 - 戸田市大字下戸田の一部から中町一丁目〜二丁目が成立[5]。

## 世帯数と人口
2017年（平成29年）10月1日現在の世帯数と人口は以下の通りである。
| 丁目       | 世帯数    | 人口    |
| ---------- | --------- | ------- |
| 中町一丁目 | 1,829世帯 | 3,893人 |
| 中町二丁目 | 1,555世帯 | 3,278人 |
| 計         | 3,384世帯 | 7,171人 |

## 小・中学校の学区
市立小・中学校に通う場合、学区（校区）は以下の通りとなる。
| 丁目       | 番地   | 小学校                 | 中学校               |
| ---------- | ------ | ---------------------- | -------------------- |
| 中町一丁目 | 19〜24 | 戸田市立喜沢小学校     | 戸田市立戸田東中学校 |
| 中町一丁目 | その他 | 戸田市立戸田東小学校   | 戸田市立戸田東中学校 |
| 中町二丁目 | 全域   | 戸田市立戸田第二小学校 | 戸田市立喜沢中学校   |

## 交通
地区内に鉄道は敷設されていない。JR東日本埼京線戸田公園駅や京浜東北線西川口駅が最寄り駅となっている。

### 道路
- 中央通り
- 喜沢通り
- 東中通り
- 東部センター通り
- あすなろ通り

## 施設
一丁目
- 戸田第一幼稚園
- 戸田東幼稚園
- 瀧野川信用金庫戸田支店
- 中町公園
- 氷川社
- 中町公民館
- 氷川公園

二丁目
- 蕨警察署下戸田交番
- 東京電力パワーグリッド北足立変電所
- 東部浄水場
- 城北信用金庫東戸田支店
- 戸田第二すこやか保育園
- 常福寺
- 正覚院
- 中町2丁目児童遊園地
- 中町多目的広場